# Saurenchelys meteori
Saurenchelys meteori е вид змиорка от семейство Nettastomatidae. Видът не е застрашен от изчезване.

## Разпространение и местообитание
Разпространен е в Джибути, Египет, Еритрея, Йемен, Саудитска Арабия, Сомалия и Судан.
Обитава океани и морета. Среща се на дълбочина от 696 до 705 m.

## Описание
На дължина достигат до 44,2 cm.